# HMS Corunna (D97)
Le HMS Corunna est un destroyer de classe Battle de la Royal Navy.
Le nom fait référence à la bataille de La Corogne.

## Histoire
En 1948, le Corunna rejoint la 4e flottille de destroyers (en) au sein de la Home Fleet. En juin 1953, il participe à la revue de la flotte à Spithead, à l’occasion du couronnement de la reine Élisabeth II. En 1954, le Corunna et le reste de l'escadre, anciennement flottille, se déploient en Méditerranée et y restent jusqu'en 1955. Entre 1955 et 1957, il est commandé par Terence Lewin, futur admiral of the fleet. Le Corunna, avec le reste de l'escadre, revient dans la région en 1956 et prend part à la crise de Suez. Le 15 mars 1959, le Corunna heurte accidentellement son sister-ship, le HMS Barrosa, dans le golfe de Gascogne.
Le Corunna commence ensuite sa conversion en piquet radar. La conversion comprend un nouvel armement anti-aérien, un nouveau radar et l'ajout du système de missile Sea Cat. En 1962, Corunna rejoignit le 7e flottille de destroyers basée en Méditerranée et l'année suivante, il rejoint la 21e escadre d'escorte.
En 1964, le Corunna va, avec le reste de l'escadre, en Extrême-Orient, où il reste jusqu’en 1965.
En 1967, le Corunna est placé en réserve et inscrit sur la liste des cessions en 1972. Le vendredi 17 janvier 1975, il est photographié à côté du HMS Agincourt partiellement démoli à Sunderland. En 1975, le Corunna arrive à Blyth, dans le Northumberland, où il est démoli.